# Arhaconotus hoabinhicus
Arhaconotus hoabinhicus (лат.) — вид паразитических наездников рода Arhaconotus из семейства Braconidae. Юго-Восточная Азия: Вьетнам. Название происходит от типового местообитания (провинция Hoa Binh, северо-западный Вьетнам).

## Описание
Мелкие наездники, длина тела 2,5 мм; длина переднего крыла 2,2 мм; яйцеклад 1,2 мм. Голова, усики жёлтые; щупики бледно-жёлтые; ноги жёлтые; жилки крыльев жёлтые; птеростигма жёлтая, более светлая в основании и на вершине; среднеспинка, мезоплевры красновато-жёлтые; метаплевры и проподеум темно-коричневые; первый-второй тергиты брюшка темно-коричневые; второй-пятый тергиты буровато-жёлтые; шестой тергит в значительной степени буровато-жёлтый, на вершине жёлтый; яйцеклад буровато-жёлтый; яйцеклад жёлтый. Глаза голые. Усики тонкие, нитевидые (24 флагелломера). Нижнечелюстные щупики состоят из 6 члеников, а нижнегубные — из четырёх.